# Geórgios Saridákis (athlète)
Pour les articles homonymes, voir Georgios Saridakis.
Geórgios Saridákis (en grec moderne : Γεώργιος Σαριδάκης), né en 1885 et mort à une date inconnue, est un athlète grec. Il participe principalement à la course de 3 000 mètres.

## Biographie
Il concourt pour la Grèce lors des Jeux olympiques intercalaires de 1906 à Athènes en Grèce, lors de la course de 3 000 mètres où il remporte la médaille de bronze.